# Gazowa absorpcyjna pompa ciepła
Gazowa absorpcyjna pompa ciepła (GAHP, z ang gas absorption heat pump) – jeden z typów pomp ciepła, których zadaniem jest transport ciepła ze źródła o temperaturze niższej (powietrze, woda, grunt) do obszaru o temperaturze wyższej.  Zasada działania opiera się na wykorzystaniu różnicy ciśnień, różnicy gęstości, zastosowaniu absorbentu oraz dostarczeniu ciepła. Budowa i działanie bazuje na patencie Alberta Einsteina i Leo Szilarda z 1930 roku. Głównym zastosowaniem pomp ciepła jest ogrzewanie budynków i przygotowanie ciepłej wody użytkowej.

## Zasada działania
Działanie gazowej absorpcyjnej pompy ciepła różni się od typowej sprężarkowej pompy ciepła. Dzięki spalaniu paliwa gazowego wydziela ciepło, które jest przekazywane do generatora. W generatorze znajduje się bogaty wodny roztwór amoniaku, z którego w momencie podgrzewania następuje odparowanie czynnika chłodniczego. Następnie trafia on na deflegmator, gdzie następuje wykroplenie pary wodnej. Dzięki temu deflegmator opuszczają czyste pary amoniaku. Następnie pary czynnika przenoszone są na skraplacz podgrzewając wodę CO/C.W.U, a po jego opuszczeniu trafiają na element rozprężny. W tym miejscu amoniak znacznie obniża swoją temperaturę i ciśnienie, dzięki czemu możliwy jest odbiór ciepła ze źródła o temperaturach do -30 °C. Czynnik przemieszcza się do parownika gdzie pobiera ciepło (jest to energia odnawialna przejmowana wprost z otoczenia) skąd trafia do absorbera. Pary amoniaku są absorbowane przez ubogi roztwór wodny pobierany z dolnej części generatora. Jest to proces egzotermiczny, czyli towarzyszy mu wydzielanie ciepła. Powstały bogaty roztwór trafia na rurowy wymiennik ciepła, gdzie następuje drugi w cyklu odbiór ciepła (powstałego w wyniku absorpcji) przez wodę służącą do CO/C.W.U. Następnie ochłodzony roztwór kierowany jest dzięki membranowej pompie obiegowej z powrotem do warnika i cały proces zaczyna się powtarzać.

## Efektywność
Gazowe absorpcyjne pompy ciepła dzięki wykorzystaniu źródeł odnawialnych dostarczają do budynku więcej energii cieplnej niż jest zawartej w gazie. Dla aktualnie istniejących na rynku urządzeń efektywność cieplna podczas grzania sięga 174%, a podczas skojarzonego grzania i chłodzenia 244%. Oznacza to, że z 1 kWh zawartej w paliwie uzyskujemy nawet 1,74 kWh ciepła i 0,7 kWh chłodu. 

## Zastosowanie
Gazowe absorpcyjne pompy ciepła doskonale wpisują się w dzisiejszą wizję odpowiedzialności za środowisko i wysokiego komfortu użytkowania dzięki zmniejszeniu emisji szkodliwych substancji, zapewnieniu wysokiej jakości i bezawaryjności urządzeń dzięki ograniczonej ilości części mechanicznych. Są one stosowane w wachlarzu instalacji zapewniających wytwarzanie rozdzielonego lub skojarzonego ciepła i/lub chłodu wraz z przygotowaniem ciepłej wody użytkowej. Technologia pozwala łączyć urządzenia kaskadowo, dzięki temu powstały instalacje zapewniające nawet 1600 kW mocy cieplnej i 253,5 kW mocy chłodniczej (największa instalacja oparta na GAHP w Polsce). Unia Europejska wsparła finansowo badania nad GAHP dla małych jednostek które można wykorzystywać do produkcji ciepła w domkach jednorodzinnych (projekt HEAT4U).

## Wpływ na środowisko
Dzięki spalaniu czystego naturalnego paliwa jakim jest gaz ziemny w znaczący sposób obniża się emisję dwutlenku węgla do atmosfery i praktycznie całkowicie eliminuje się powstawanie rakotwórczych benzopirenów i pyłów występujących podczas spalania węgla. Dodatkowe obniżenie wpływu na środowisko uzyskuje się dzięki pobieraniu ponad 40% ciepła ze źródeł odnawialnych nie powodujących żadnej emisji. Jest to źródło ciepła znacznie bardziej ekologiczne w porównaniu do spalania węgla, oleju czy gazu w tradycyjnych urządzeniach kotłowych oraz charakteryzuje się niższym zużyciem energii pierwotnej w porównaniu do sprężarkowych pomp ciepła. Wspomniane warunki uzyskuje się wyłącznie przy odpowiednio dostosowanej instalacji i wysokiej kulturze użytkowania. Projekt i wykonanie ma znaczący wpływ na eksploatacje w porównaniu do technologii węglowych, gdzie nie jest to tak ważnym i znaczącym parametrem.

## Bezpieczeństwo
Dzięki możliwości montażu zewnętrznego unika się niebezpieczeństwa zaczadzenia oraz zwiększa bezpieczeństwo przez brak konieczności wprowadzania instalacji gazowej do budynku.
W obiegu wewnętrznym pompy krąży czynnik chłodniczy, więc w przypadku instalacji wewnętrznej obowiązkowe jest wyprowadzenie wylotu zaworu upustowego na zewnątrz.

## Inne technologiepomp ciepła
- Sprężarkowe pompy ciepła-wykorzystanie energii mechanicznej/elektrycznej zamienianej na mechaniczną.
- Gazowe pompy ciepła-połączenie silnika spalinowego i sprężarkowej pompy ciepła.
- Ogniwo Peltiera-wykorzystuje efekt Peltiera do transportu energii cieplnej z pomocą energii elektrycznej bez wykorzystania części ruchomych.
- Adsorpcyjna pompa ciepła-wykorzystuje zjawisko adsorpcji występujące w ciałach stałych.